# مهتاب کور
مهتاب کور (۱۷۸۲ – ۱۸۱۳ (۳۰−۳۱ سال)) اولین همسر مهاراجه رانجیت سینگ، بنیانگذار امپراتوری سیک بود. او مادر مهاراجه شیر سینگ بود که برای مدت کوتاهی از سال ۱۸۴۱ تا زمان مرگش در سال ۱۸۴۳ فرمانروای امپراتوری سیک شد. مهتاب کائور تنها دختر سادا کائور و گوربکش سینگ کانهایا بود. پدرش اولین فرمانده یا سردار ارتش خلسا بود که از پنجاب محافظت می‌کرد. او در چهار سالگی با رانجیت سینگ شش ساله نامزد شد. به گفته مورخ ژان ماری لافون، مهتاب کور تنها کسی است که لقب ماهارانی (ملکه بزرگ) را یدک می‌کشد. ملکه مهتاب کور پس از مدت‌ها تحمل مشکلات سلامتی، در سال ۱۸۱۳ درگذشت. در زمان مرگ او، همسرش مهاراجه رنجیت سینگ در جای دیگری بود و به همین خاطر در مراسم سوزاندن او شرکت نکرد.

## خانواده
مهتاب کور به عنوان تنها فرزند والدینش گوربکش سینگ کانهایا (ساندو) و همسرش سادا کائور دهلیوال، در سال ۱۷۸۲ به دنیا آمد. به محض تولد، او را به دلیل رنگ پوست روشنش «مهتاب» نامیدند که در زبان فارسی به معنی «نور ماه» یا «شکوه ماه» است. پدر او، گوربکش سینگ، وارث جای سینگ کانهایا (یک ساندو جات)، بنیانگذار و رئیس کانهایا بود. کانهایا که جایگزین بانگی‌ها به عنوان قدرتمندترین منطقه شده بود، حق پدر رنجیت سینگ (ماها سینگ) برای غارت جامو را به چالش کشید و در یکی از درگیری‌های پرشمار بین این دو، گوربکش سینگ در نبرد علیه ماها سینگ در فوریه ۱۷۸۵ کشته شد. مادر مهتاب کور، رانی سادا کور، زنی باهوش، با روحیه بالا و جاه طلب، تا سال ۱۸۲۱ از رانجیت سینگ حمایت می‌کرد.

## ازدواج
جای سینگ با نامزدی نوه‌اش، مهتاب کور، با پسر ماها سینگ، رنجیت سینگ، مخالفت کرد، اما توسط عروس بیوه‌اش، سادا کور، متقاعد شد که با این ازدواج موافقت کند. کانهایا اندکی پس از آن در سال ۱۷۸۹ درگذشت و املاک خود را به سادا کائور واگذار کرد که رهبری را بر عهده گرفته بود. در همان سال مهتاب کائور جوان و رنجیت سینگ نامزد و ازدواج کردند. در دوران نوجوانی، رنجیت سینگ به ندرت به امور کشورداری علاقه نشان می‌داد و مادرش نگران آینده او بود. او احساس می‌کرد که ازدواج ممکن است او را به مسئولیت پذیری در زندگی سوق دهد. رنجیت پانزده ساله بود که گوجرانوالا را به مقصد باتالا، شهر اصلی کانهایا، ترک کرد تا مراسم پس از ازدواج را با مهتاب کائور در سال ۱۷۹۶ انجام دهد. این اتحاد بین دو خانواده مهم سیک، رویداد مهمی برای پنجاب بود. همه سران برجسته سیک در این عروسی حضور داشتند. مهتاب اولین فرزندش رنجیت را در سال ۱۸۰۴ به دنیا آورد و این کودک ایشار سینگ نامیده شد اما شاهزاده در کودکی - در سن یک و نیم سالگی - درگذشت. مهتاب کور بار دیگر در سال ۱۸۰۷ باردار شد و پسران دوقلو به نام‌های شیر سینگ و تارا سینگ را به دنیا آورد.

## مرگ
ملکه مهتاب کور پس از مدت‌ها تحمل مشکلات سلامتی، در سال ۱۸۱۳ درگذشت. در زمان مرگ او، مهاراجه رنجیت سینگ در امریتسار بود و در مراسم سوزاندن او شرکت نکرد.